# Colisión aérea en Ankara
La colisión en el aire en Ankara se produjo el viernes 1 de febrero de 1963 en Ankara, Turquía, cuando el vuelo 265 de Middle East Airlines, un Vickers Viscount 754D que completaba un vuelo desde Chipre, aterrizó y colisionó en el aire con un C-47 de la Fuerza Aérea Turca; después de lo cual ambos aviones cayeron directamente sobre la ciudad debajo de ellos. En total, 104 personas murieron en el accidente, incluidas 87 en tierra.

## Aeronaves involucradas

### Vickers Viscount
El vuelo 265 de Middle East Airlines fue un vuelo de pasajeros en ruta a Ankara desde Chipre, con once pasajeros y tres tripulantes. El avión involucrado era un Vickers Viscount 754D, OD-ADE registrado y propiedad de Middle East Airlines. El avión involucrado inicialmente fue registrado como G-APCE, ordenado por la British Overseas Airways Corporation. Inicialmente, se planeó que el avión fuera transferido a una de las líneas aéreas subsidiarias de BOAC: Lebanese Middle East Airlines (MEA), pero en abril de 1957 se decidió enviarlo a otra: Cyprus Airways, donde debía prestar servicio a Londres-Chipre ruta. El ensamblaje final del avión no comenzó hasta el 11 de junio, y en septiembre finalmente se terminó, pintado con los colores de Cyprus Airways y se le dio el nombre de "Buffavento". Pero para entonces, British European Airways ya había prestado servicio en el vuelo de Chipre a Londres, por lo que Cyprus Airways lo consideró innecesario; por lo tanto, el 31 de octubre de 1957, el avión se volvió a registrar, dándole el nuevo registro OD-ADE y el 24 de noviembre, finalmente hizo su primer vuelo.  El 12 de diciembre, OD-ADE se transfirió al cliente inicial: MEA. En el momento del accidente, la aeronave tenía 13,187 horas de vuelo y 5,515 ciclos de presurización. La tripulación a bordo del vuelo fatal consistió en dos pilotos y una azafata:
- El capitán, de 29 años, tenía una licencia de piloto que estaba vigente hasta el 30 de mayo de 1963. En agosto de 1962 fue certificado para servir como capitán en el Vickers Viscount; teniendo un total de 2,925 horas de vuelo en el vizconde.
- El primer oficial, de 38 años, tenía una licencia de piloto que era válida hasta el 17 de mayo de 1963. En junio de 1960 se le certificó para servir como capitán en el Vickers Viscount; teniendo un total de 4,200 horas de vuelo en el vizconde.

### Fuerza Aérea Turca C-47

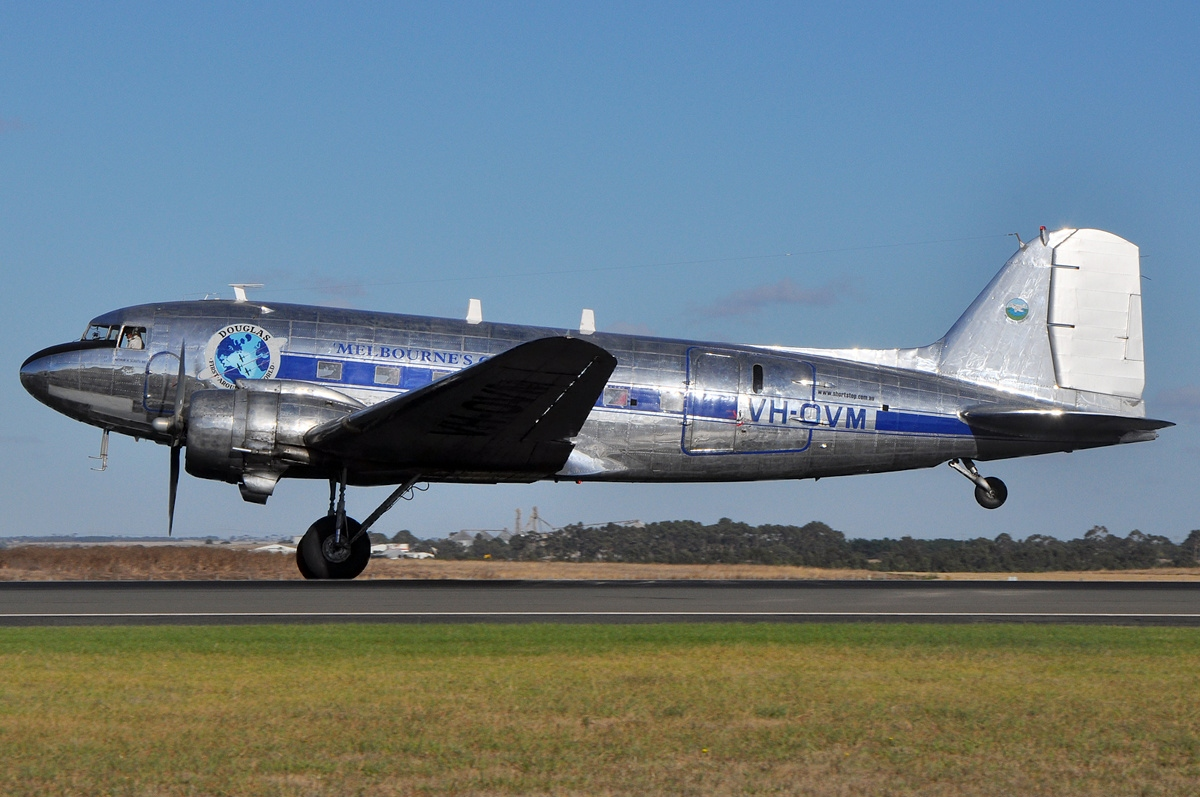
Un Douglas C-47 similar al implicado en el desastre.

El otro avión involucrado en el accidente fue un Douglas C-47A Skytrain registrado como CBK-28, perteneciente a la Fuerza Aérea de Turquía. El avión fue construido en 1944 y en el momento del accidente tenía 2340 horas de vuelo. La tripulación estaba compuesta por dos pilotos (un instructor y un aprendiz), así como un operador de radio. El piloto de mando e instructor tenía 33 años, tenía un piloto desde mayo de 1955 y tenía un total de 1,452 horas de vuelo en el C-47. El piloto en entrenamiento tenía 22 años y tenía una licencia de piloto desde julio de 1962; tenía 36 horas de vuelo en el C-47. El día del accidente, el CBK-28 estaba llevando a cabo un vuelo de entrenamiento, que partió de la Base Aérea Etimesgut. El aprendiz estaba sentado a la izquierda y llevaba gafas azules. Un panel de plexiglás naranja se colocó frente a él en el lado izquierdo del parabrisas para evitar que se vea el exterior como parte del entrenamiento del instrumento. El instructor supervisor estaba a la derecha.

## Accidente
Según los datos meteorológicos, a las 15:00 del cielo sobre Ankara, las nubes estaban presentes con un límite inferior de 3000 pies (910 m), la visibilidad era de 10-20 kilómetros. Los vuelos chocaron sobre Ankara a 7,000 pies con buen tiempo. El C-47 salió de Etimesgut a las 11:22 GMT; El vuelo de entrenamiento de instrumentos voló una ruta al sureste de la radiobaliza de Golbashi, que duró una hora y media, después de lo cual los pilotos regresaron a Etymesgut, siguiendo las reglas de vuelo visual. El vuelo estaba destinado a durar 1 hora y 30 minutos.
El vuelo 265 transmitió por radio a Esenboğa a las 13:04 GMT para informar al control de tráfico aéreo que descendería del nivel de vuelo 185 al 105 y pasaría a Golbasi a las 13:07. El vuelo 265 recibió permiso para descender a 6500 pies a las 13:05. El control de tráfico aéreo ordenó al vuelo 265 que informara cuándo comenzaron a descender para aterrizar en la pista 03. El ajuste del altímetro fue de 1015.5 mb. El vuelo 265 informó que descendió a 6,500 pies y emitiría radio al llegar a la baliza de Ankara; descendía del nivel de vuelo 125 destinado a la radio cuando alcanzó el nivel de vuelo 105. A las 13:07 GMT, la aeronave informó la altitud en el nivel de vuelo 100 y le pidió que ingresara en un patrón de espera; no se habían registrado con el control de tráfico aéreo de Ankara pero lo harían pronto. El vuelo fue de 8,000 pies sobre Ankara a las 13:09 y continuó el descenso hasta el nivel de vuelo 65. Se espera que el control de tráfico aéreo escuche del avión nuevamente, pero nunca lo hizo; el controlador hizo varios intentos para contactar al avión a partir de las 13:13, pero nunca más escuchó del avión.
El Viscount, volando en un rumbo de 283°, chocó contra el C-47 volando en un rumbo de 243°, ambos a 7,000 pies. Se observó que el Viscount intentó evitar un choque al tirar hacia arriba pero falló.

## Causas
La investigación mostró que la aeronave chocó en un ángulo de 40°. Testigos presenciales de la colisión informaron que había nubes donde chocaron los aviones. La OACI culpó al piloto del Viscount por: estimar incorrectamente la distancia entre Golbasi y Ankara; el incumplimiento de las normas internacionales para radiocomunicaciones; y no seguir el plan de vuelo volando bajo VFR en lugar de las condiciones IFR planeadas.